# Pantitlán (Guerrero)
Pantitlán es una localidad del estado mexicano de Guerrero. Es parte del municipio de Chilapa de Álvarez.

## Toponimia
El nombre «Pantitlán» proviene de los términos en náhuatl: pantli, banderas; tlan, lugar de abundancia. Su significado es «lugar donde abundan las banderas».

## Demografía
| Gráfica de evolución demográfica |
|                                  |

| Censo | Población |
| ----- | --------- |
| 1900  | 298       |
| 1910  | 540       |
| 1921  | 607       |
| 1930  | 712       |
| 1940  | 753       |
| 1950  | 857       |
| 1960  | 657       |
| 1970  | 1 154     |
| 1980  | 1 276     |
| 1990  | 1 463     |
| 2000  | 2 308     |
| 2010  | 2 413     |
| 2020  | 2 616     |